# Get Up, Stand Up
Get Up, Stand Up (zu deutsch etwa „Erhebt euch, widersetzt euch“) ist ein Lied, gemeinsam komponiert von den jamaikanischen Reggaemusikern Bob Marley und Peter Tosh, beide Gründungsmitglieder der Wailers.

## Hintergrund & Entstehung
Bob Marley schrieb den Song während seines Aufenthaltes in Haiti und spiegelt seine Eindrücke, die er von der Lage der Bevölkerung aus dieser Zeit hatte. Geschichtlich ist dieser Zeitabschnitt Haitis der Duvalier-Diktatur zuzurechnen. Das Lied wurde auf dem Album Burnin’ (1973) mit der Länge von etwas mehr als drei Minuten veröffentlicht. In der Folge wurde der Song bei jedem Konzert der Wailers und später von Marley allein meist gegen Ende des Auftritts gespielt. Auch Tosh, welcher auf der Albumversion die dritte Strophe singt, spielte Get Up, Stand Up nach der Trennung von den Wailers auf seinen Konzerten. Auf Marleys Live-Album Live! (1975) ist ein Live-Mitschnitt des Songs zu finden. Die Studioaufnahme hat die Tonart c-Moll, Live-Versionen des Songs sind jedoch durchgehend in h-Moll.

## Kritiken
Nachdem Peter Tosh sich von den Wailers getrennt hatte, nahm er für sein Soloalbum Equal Rights (1976) eine neue Version mit leicht abgeändertem Text auf; diese Version hat die Tonart g-Moll und dauert etwa dreieinhalb Minuten. Ein Live-Mitschnitt ist auf Toshs Live-Album Captured Live (1984) zu finden. Auch Live-Versionen haben die Tonart g-Moll. Tosh hatte nach der Trennung von Marley noch einmal 1978 auf einem Überraschungsauftritt bei Marleys Konzert in Burbank, Kalifornien, zusammen mit ihm im Duett den Song gesungen.
Get Up, Stand Up ist auch der letzte Song, den Marley je bei einem Auftritt sang; so geschehen am 23. September 1980 im Stanley Theater (heute Benedum Center) in Pittsburgh.

## Musikalisches & Inhalt
In Strophe 4 lautet es im Songtext von Bob Marley: "You can fool some people sometimes, But you can't fool all the people all the time." Ein ähnliches früheres Zitat von Abraham Lincoln lautet: "You can fool all the people some of the time, and some of the people all the time, but you cannot fool all the people all the time."

## Kommerzieller Erfolg
Das Musikmagazin Rolling Stone listete den Song im November 2004 in seiner Liste der 500 besten Songs aller Zeiten auf Platz 296.
Der Song wurde an den weltweiten Live8-Konzerten im Juli 2005 von Marleys Frau Rita Marley und dem gemeinsamen Sohn Stephen Marley zusammen mit den Black Eyed Peas in Philadelphia gespielt. Auch auf Konzerten zu Gunsten von Amnesty International wird es oft gespielt, so zum Beispiel am 10. Dezember 1998 in Paris, gesungen von Peter Gabriel, Bruce Springsteen, Tracy Chapman und Youssou N’Dour. Darüber hinaus wurde auch von Gabriel eine Studioaufnahme erstellt, die jedoch nicht offiziell veröffentlicht wurde.
In den 2000er Jahren verwendete Eric Burdon einen Teil des Songs und baute ihn in eine seiner Versionen von Tobacco Road ein. Diese ist auf seinem Live-Album Athens Traffic Live enthalten.